# ファミコン探偵倶楽部PartII うしろに立つ少女
『ファミコン探偵倶楽部PARTII うしろに立つ少女』（ファミコンたんていくらぶパートツー うしろにたつしょうじょ、英題：Famicom Detective Club: The Girl Who Stands Behind）は、任天堂から発売されたファミリーコンピュータ ディスクシステム用アドベンチャーゲーム。ファミコン探偵倶楽部シリーズの2作目。前編後編の2部構成になっていて、1989年5月23日に前編が、同年6月30日に後編が発売された。

## 概要
本作の物語は前作『ファミコン探偵倶楽部 消えた後継者』の2年前の出来事で、舞台となる私立高・丑美津高校（うしみつこうこう）に伝わる『後ろの少女』という怪談話を軸に、丑美津高校の生徒が被害者となった殺人事件と、別件である時効寸前の殺人事件を同時に読み解くデュアル（二重）ストーリー形式となっている。
基本的なシステムは前作と同様で、主人公の操作方法はコマンド選択方式となっており、「ばしょいどう」「きく」「よぶ」「みる・しらべる」などのコマンドを選択し、ゲームを進行する。本ゲームの特徴的なコマンドとして、前作では「おもいだす」「すいりする」の2つのコマンドがあったが、本作では「思い出す」が「かんがえる」に置き換わっている。
その他、聞き込みの際に選ぶ必要のない選択を選んだ際には人物のセリフが省略されるなど、前作よりもスムーズに進行するように配慮されている。それぞれのコマンドの後にはさらにサブコマンドやカーソルが表示される場合がある。ただし、前作同様、必ずしも下記用途の通りに使用されるとは限らず、「状況に応じた言葉の使い分け」を意識した使い方をさせるケースが度々発生する。例えば「そうさやめる」を会話相手へのはったりとして使用したり、「みせる」は必ずしも所持品に対して行われるものではない場合がある。
音楽面では、前作では一部の曲にしか使われなかったディスクシステム用PWM音源が、殆どの曲で使用されている。

## ストーリー
今（1989年）から3年前（1986年）のある日の夜、主人公は2人の警官に追われていた。夜中にうろついていると思われる未成年の少年である主人公を尋問しようとしていたのだ。しかしそこで主人公は空木俊介という探偵に出会い、彼に助けられた。
主人公は、行方不明となっていた両親を探すべく単身飛び出し、空木いわく「目下家出中」だったのである。話し合った結果、主人公は両親を見つける手がかりにもなるのではと考え、空木のもとに身を寄せ空木の助手として働くこととなった。そして数か月後のある日の朝、空木探偵事務所に鳴り響く1本の電話のベルが、恐怖の事件の幕開けを告げることとなる。
河原で発見された地元の女子高校生らしき少女の遺体の調査を依頼された主人公は空木とともに現場に赴き、各種調査を行う。現場には警察も駆けつけたばかりであり、まだほとんど分かっていない状況だった。主人公は遺体発見現場付近で私立丑美津高校の1年生・小島洋子の生徒手帳を見つけ、空木に依頼された検視官と共に遺体を調べることとなる。生徒手帳と遺体を照合して遺体が洋子であることが判明するとともに、遺体を調べた結果、首に残された手の跡から絞殺であることが判明した。現場には少女の同級生である橘あゆみと、担任の日比野達也が訪れていたが、双方とも動揺していたため主人公はあまり話を聞くことができず、空木と共にいったん事務所に引き上げることとなった。
空木探偵事務所を訪れたあゆみの話によると、洋子はあゆみとともに「探偵クラブ」というサークルを結成していたという。洋子の母親の証言や学校内での調査により、洋子は丑美津高校に纏わる怪談「うしろの少女」について調査していたことが発覚する。「うしろの少女」とは、「夜一人で学校にいると、後ろから誰かの呼ぶ声がする。振り返ると、そこには血染めの少女が立っている」という内容だった。美術教師の駒田哲治によると、15年前の11月に同校の浅川しのぶという女生徒が行方不明になった頃から語り始められたとされる。
その頃、空木は知り合いの刑事から11月で時効になる15年前の「金田源治郎殺人事件（金田事件）」の調査を依頼されていた。被害者の金田源治郎は当時スナックのオーナーだったが、その裏で違法な高利貸しや詐欺も行っていた悪党とも言うべき人物である。金田は相当あくどいことをやっていたようで、高利貸し・詐欺の双方で多くの被害者を出していたが、同時に悪知恵が働く人物でもありなかなか証拠を残さなかった。それでも被害を訴える声が広まってきたことから警察も本格的な捜査を始めようとしたが、その矢先に金田は自宅で殺されたのである。死因は刃物でめった刺しにされたことによる出血多量。金田は多くの人間に恨まれており、当時最有力容疑者として内田輝彦という人物が挙げられたが、事件発生直後に自殺体として発見され、その後も容疑者は特定できず、凶器も発見されていないという。金田には一人息子の五郎がおり、地元の不良仲間とスナックに入り浸っていたが、その時に金田の自宅で五郎の帰りを待っていたのがしのぶだった。五郎の証言によると、自宅に戻る際に一台の黒い乗用車とすれ違ったらしい。
校内での調査を開始した主人公は、あゆみから廊下の突き当たりにある大鏡の前で「うしろの少女は、本当にあなたのうしろに立っているかもしれない」と洋子に言われたことを思い出したと告げられる。また、生物教師の葉山久子から「うしろの少女」を初めて目撃したのが葉山であることが発覚する。葉山は、金田事件の発生した15年前の11月10日に学校で「うしろの少女」を目撃していた。他にも、用務員の田崎敏夫が金田から借金をしていたこと、事件当夜に旧校舎の壁の修理をしていたこと、それを依頼していたのが丑美津高校の校長・浦部忠志であることなどが判明する。しかし、主人公が田崎に疑いを持っていることが分かると、田崎は逃亡し行方をくらましてしまう。
落ち込んでいる主人公のもとを訪れたあゆみは主人公に調査への協力を申し出るも、巻き込みたくない主人公はそれを拒絶。あゆみは思いつめた末に睡眠薬入りのコーヒーを飲ませると、田崎の実家が東北地方の丸福村にあることを突き止め、単独で現地へと向かう。睡眠薬による眠りから覚め、それを追うように丸福村へと向かう主人公であったが、逆上した田崎はあゆみを人質に取って主人公を脅迫する。しかし田崎は観念し、当時金田事件に関してアリバイのなかった自身に対し、浦部に壁の修理について警察に証言してもらい、助けられたことを主人公に告白する。
その後、美術室に飾ってあった女生徒の肖像画がしのぶをモデルにしたことが判明、絵を描いた当人である当時同級生の桂木良子からしのぶの幼なじみに内田という男子生徒がいたことが発覚する。また、主人公はあゆみや洋子の同級生である不良少年・河合ひとみの助けを借りて、五郎の行きつけの店であるスナックサンボラでマスターに聞き込みすることに成功。マスターから金に困っていた五郎が最近になって再び金回りが良くなったこと、五郎の自宅マンションを知った主人公はそこへと向かうが、マンション一室の窓から男が刃物で刺されている場面を目撃する。五郎の部屋に踏み込んだ主人公だったがそこには男の死体があり、物音がして外を見てみると、逃げていく人影をそこで目撃したのである。駆けつけた空木と警察によると男は五郎で、手に「T・U」とイニシャルが彫られた万年筆を握っていた。
スナックサンボラのマスターの証言と、しのぶの同級生である桂木と石橋さやかの証言により、五郎は夜9時のニュースでテレビ画面に映ったインタビューに応える浦部を見てから金回りが良くなったことが判明、また、しのぶの幼なじみの名が内田達也と判明、卒業写真から達也が日比野であることが発覚する。日比野は旧姓が内田であり、しのぶと幼なじみであったことを認めるが、校長を疑う素振りを見せる主人公に激怒し、校長を疑うことは許さないと吐き捨てて去っていった。
失踪したしのぶはどこへ行ったのか。15年前、黒い乗用車に乗っていた浦部はしのぶの死体を持ち去り学校のどこかに隠した疑惑がある。主人公と葉山は旧校舎の塗り直した壁に隠されていると推測する。しかし、田崎は確かに自分が壁の修理を行ったと主張する。また、浦部は出張中で不在であるとのことだったが、葉山が調べたところ出張先に連絡が取れず、そもそも浦部に出張の予定などないことが発覚する。
そんな折、探偵事務所に「浦部が学校にいる」という不審な電話が掛かってくる。学校へと駆けつけると、そこにはあゆみと日比野がいた。事態の説明を受けた彼らと共に閉ざされていた校長室のドアを蹴破って中に入ると、中には血にまみれた浦部の自殺死体と、犯行を自供する遺書が置かれていた。悲しみに暮れる日比野は突然逆上し、すべての犯行は自分がやったと告白し始める。
行方不明だった父親が自殺前に最後の電話をしてきたことで、日比野は源治郎への恨みを抱き彼を殺害。犯行を目撃したしのぶは逃げようとした矢先、日比野の身を案じて駆けつけた浦部の車の前に飛び出し轢かれてしまい、浦部はまだ息のあったしのぶと日比野を車に乗せ学校へと向かう。学校の一室に身を隠した日比野としのぶであったが、しのぶは息を吹き返し、窓の外にいた葉山に助けを求めようとしていたため、焦燥にかられた日比野は教室にあった花瓶でしのぶの頭部を殴打し殺害した。そして時が流れ、最近になって事件の真相を知った洋子から問い詰められた日比野は洋子の首を絞め絞殺、さらに浦部が事件に関与していたことを盾に彼を脅迫していた五郎を自宅マンションにて刺殺したのである。
すべてを告白した日比野はナイフを取り出して豹変し、主人公とあゆみを廊下の行き止まりにある大鏡の前に追い詰める。二人に襲い掛かった日比野のナイフが大鏡に突き刺さり、鏡にヒビが入り砕け散った。すると、中からセーラー服を着た白骨死体となったしのぶが飛び出し、日比野に覆い被さった。日比野は自らに覆い被さるしのぶの死体を見て錯乱し、駆けつけた警察に取り押さえられた。おぞましい状況を目撃したあゆみは、大鏡の前で洋子に言われた「あなたの後ろ」という言葉の真の意味が「鏡に映った私（あなた）の後ろ」という意味であり、暗にしのぶの死体の隠し場所を指していたことに今更ながら気づき、ショックで気を失ってしまった。
事件の解決を果たした主人公は後日、空木と語らう。空木によると、日比野は取り調べの中、自分は確かにしのぶの頭を花瓶で殴って殺したと主張して譲らなかったのだが、致命傷となるほど強く殴れば頭蓋骨にヒビが入るはずなのに、しのぶの遺体の頭部には殴打された痕跡がなく、車ではねられた際にすでに死亡していたと見られるという。であるならば、当時学校にいた葉山が見た血染めの少女は何であったのかという細やかな疑問が残った。また、遺書において浦部は自分が金田の行っていた詐欺に手を貸していたという告白をしていたが、警察の調査ではそのような事実は確認できず、なぜわざわざ罪を被るようなことをしたのかも謎であった。浦部の犯行を裏付ける証拠と思われた万年筆のイニシャルについては「浦部が日比野に万年筆を送る際に名字が変わったことを忘れていた」と言っていたらしい。そこまで話し終えると、空木はある人を主人公に紹介する。その人は、あゆみであった。事件解決を機に主人公と同じく空木事務所に所属することになったあゆみは、まるでしのぶが取りついていたかのように洋子が事件について知りすぎていたことを不思議に思っていたことを語ると、日比野の様子を空木に尋ね、今ではすっかり落ち着いた様子だと空木は返した。ひとしきり語らいを終えた後、空木は主人公を置いてけぼりにするかのようにあゆみを伴って出かけ、主人公は大慌てで後を追っていった。
万年筆に込められた謎は、後日明らかになった。実は日比野は浦部の実の息子であり、病弱であった浦部の妻が出産直後に亡くなった後、片親では不憫だという思いから、浦部の友人であり子供がいなかった内田夫妻に託されたのである。そしてその結果、不幸な道をたどってしまった我が子を守るために、浦部は地位も名誉も捨てて罪を被ろうとしたのだった。プレゼントした万年筆の「T・U」には、「内田達也」ではなく「浦部達也」、彼の本当の息子への思いが込められていたのだった。
それから2年後。明神村・綾城家執事、田辺善蔵からの電話を受け、主人公が事務所を飛び出していくシーンで物語は幕を閉じ、第1作『消えた後継者』へと続く。

## 舞台
空木探偵事務所
空木俊介の探偵事務所。
河川敷
小島洋子が発見された現場。
丑美津高校
殺害された小島洋子及び同級生の橘あゆみ、河合ひとみの通う私立高校。校長は浦部忠志。
旧校舎
丑美津高校の旧校舎で、人気のない静かな場所。壁の一部が塗り直されている。
美術室
丑美津高校の美術室。美術教師の駒田がいる。壁には浅川しのぶの肖像画が飾ってある。
用務員室
丑美津高校の用務員室。田崎がいる。
職員室
丑美津高校の職員室様々な教師と会う事ができる。
校長室
丑美津高校の校長室。浦辺や日比野と会うことができる。
警察署
丸山刑事から金田事件について聞く事ができる。
繁華街
行方不明となったあゆみを探すために主人公が訪れる。水商売の店があり、水野店長などと会うことができる。
町(3D迷路)
FC版の後編冒頭のみ挿入される3D迷路。マップ上のどこかにいる女生徒を探して話しかけることでストーリーが進行する。
丸福村
田崎の故郷。東北地方にある小さな漁村で、田崎の母であるふみが暮らしている。
スナックサンボラ
金田五郎の行きつけの店。マスターは当初主人公に冷たい態度をとるが、ひとみがかつての知り合いだと分かると主人公に協力的になる。
なお、Nintendo Switch版の前作『ファミコン探偵倶楽部 消えた後継者』及び次作『ファミコン探偵倶楽部 笑み男』では、スナックサンボラに電話を掛けると繋がるようになっている。

## 登場人物
※声優はNintendo Switch版のもの。

### 空木探偵事務所
主人公
声 - 緒方恵美
本作の主人公である少年探偵。15歳。
行方不明になった両親を探すべく単身飛び出し、夜間にうろついていたところを警官に尋問されそうになったが、空木に助けられて彼の助手となった。
空手三段の腕前。丑美津高校に赴いて調査をしているうちに生徒たちから「探偵くん」と呼ばれるようになる。
空木 俊介（うつぎ しゅんすけ）
声 - 各務立基
空木探偵事務所の所長。36歳。
その敏腕さにより警察からの信頼が厚い。「金田源治郎殺害事件」の捜査に専念するため、今回の事件調査を主人公に託す。

### 丑美津高校
橘 あゆみ（たちばな あゆみ）
声 - 皆口裕子
丑美津高校1年生。サークル「探偵クラブ」のメンバー。15歳。
親友の洋子を殺害され、事件解決のため主人公に協力する。主人公と仲がいい事が女生徒たちの間で噂になる。
小島 洋子（こじま ようこ）
声 - 石見舞菜香
丑美津高校1年生。クラスはA組。年齢は、ディスクシステム版では15歳、スーパーファミコン版以降では16歳。
親友のあゆみと共に「探偵クラブ」で活動していた。丑美津高校に古くから伝わる怪談話「うしろの少女」の噂を調べていくうちに殺害される。
日比野 達也（ひびの たつや）
声 - 三木眞一郎
丑美津高校の英語教師。31歳。
小島洋子のクラス担任で、教え子の死に強いショックを受けており、事件のことを聞かれても口を閉ざす。物静かで、生徒たちからはどこか暗いと評されている。浦部校長を強く慕っている。
駒田 哲治（こまだ てつぢ）
声 - 小林通孝
丑美津高校の美術教師。59歳。
勤続年数35年の古株で、高校の歴史について詳しい。浦部校長とは古くから面識がある。休日は学校で絵を描くことにしている。前作に登場した熊田と同様、語尾の「じゃ」が「ぢゃ」と表示される。
浦部 忠志（うらべ ただし）
声 - 大塚明夫
丑美津高校校長。57歳。
教育者の鑑として生徒や教職員からの信頼が厚い。また、学校近所の人からは「映画俳優のような男前」と評されている。小島洋子の事件後、生徒を守れなかったことを悔いている。一方で、不審な男と会っている場面がたびたび目撃されている。
葉山 久子（はやま ひさこ）
声 - 小林ゆう
丑美津高校の生物教師。32歳。
丑美津高校の卒業生で、学生当時に「うしろの少女」の最初の目撃者となるが、「噂の出処が教師というのはまずい」という理由から、人前で当時の事を証言したがらない。
田崎 敏夫（たざき としお）
声 - 楠大典
丑美津高校の用務員。58歳。
少々変わり者だが、普段は温厚。しかし一旦カッとなると何をするか分からないほど、激情的な性格でもある。丑美津高校には20年ほど勤めている。
15年前に左官業を営んでいたがギャンブルで身を持ち崩し、金田源治郎から多額の借金をしていた。
浅川 しのぶ（あさかわ しのぶ）
声 - 市ノ瀬加那
15年前に失踪した丑美津高校の女生徒。失踪当時16歳。
元々はごく普通の高校生だったが、金田源治郎の息子の五郎との出会いによって派手になり、素行が悪くなってしまう。
河合 ひとみ（かわい ひとみ）
声 - 小山力也
丑美津高校1年生。16歳。あゆみや主人公からは「ひとみちゃん」と呼ばれている。
丑美津高校番長で空手三級を自称している。当初主人公を不審人物と思い込んでいたが、誤解が解けてからは捜査に協力する。また、友人だった生前の洋子のことで心を痛めており、喫煙しようとする姿を見た主人公から洋子が悲しむと説教されると心を入れ替え、伊達メガネとかつらを身に着けて真面目な風貌となる。スナック「サンボラ」のマスターの加藤とは中学生の時からの知り合い。

### その他
小島 秋江（こじま あきえ）
声 - 樋口あかり
洋子の母。42歳。
娘が亡くなった直後は憔悴していたが、徐々に主人公に対して協力的となる。あゆみの様子も気にかけており、彼女が姿を消した際には捜索の手がかりになるよう写真を渡す。
丸山刑事（まるやまけいじ）
声 - 落合弘治
捜査一課の刑事。48歳。
空木とは古くからの付き合いで、小島洋子の遺体発見現場では空木と言葉を交わしている。15年前に発生した時効寸前の「金田源治郎殺害事件」の捜査に追われている。
金田 源治郎（かねだ げんじろう）
丑美津高校の近所に住んでいたスナック経営者。故人。
15年前に町に越してきて経営を始めるが、その傍らで高利貸しによる過剰な取立てや詐欺行為も働いていた。多くの人々が被害を訴え、警察が捜査に乗り出そうとした矢先、自宅でめった刺しにされて死亡する。
金田 五郎（かねだ ごろう）
声 - 吉野貴大
源治郎の養子。31歳。
父が殺された後は職に就かず遺産を食い潰して豪遊している。一方、最近は財産を使い果たして相当金に困っているという噂も漏れ聞こえる。
水野（みずの）
声 - 福間竣兵
スナックの経営者。33歳。
「金田源治郎殺害事件」当時の五郎とは遊び仲間だったが、現在は付き合いがない。
アパートの隣人
声 - 田渕将平
田崎が住んでいるアパートの隣人。51歳。
田崎宛に届いた小包を代わりに預かっている。スーパーファミコン版以降では幼い娘とともに現れる。
田崎 文（たざき ふみ）
声 - すずき紀子
田崎の母。81歳。東北の小さな漁村に住んでいる。
昔から度々問題を起こしてきた田崎のことをひどく心配している。
加藤（かとう）
声 - 志賀麻登佳
スナック「サンボラ」のマスター。25歳。
口数が少なく、客のことを尋ねられても軽々しく教えようとはしない。中学生の時のひとみが世話になっていた。
桂木 良子（かつらぎ りょうこ）
声 - 村田遥
丑美津高校の卒業生。31歳。
しのぶとは友人同士で、失踪後にその無事を祈ってしのぶをモデルにした絵を描いている。生前の小島洋子が家を訪ねてきた際、その姿がしのぶと瓜二つだったことに驚く。
石橋 さやか（いしばし さやか）
声 - 山本亜衣
桂木の友人。31歳。
しのぶの中学時代の同級生で、石橋さやかから家に呼ばれ、中学時代の卒業アルバムを主人公に見せる。
内田 輝彦（うちだ てるひこ）
15年前に工場を経営していた男性。故人。
町に来たばかりの金田を世話していたが、その金田の詐欺行為により工場を騙し取られる。金田事件発生当初は有力な容疑者の一人と目されていたが、数日後に自殺する。

## 移植版
| No. | タイトル                                                                                | 発売日         | 対応機種               | 開発元        | 発売元 | メディア                                      | 型式           | 売上本数                        | 備考                                              |
| --- | --------------------------------------------------------------------------------------- | -------------- | ---------------------- | ------------- | ------ | --------------------------------------------- | -------------- | ------------------------------- | ------------------------------------------------- |
| 1   | ファミコン探偵倶楽部PartII うしろに立つ少女                                             | 1998年4月1日   | スーパーファミコン     | 任天堂        | 任天堂 | フラッシュロムカセット （ニンテンドウパワー） | SHVC-BTCJ      | -                               | リメイク版                                        |
| 2   | ファミコンミニ ディスクシステムセレクション ファミコン探偵倶楽部PartII うしろに立つ少女 | 2004年8月10日  | ゲームボーイアドバンス | 任天堂 トーセ | 任天堂 | ロムカセット                                  | AGB-P-FTUJ-JPN | -                               | ディスクシステム版の移植。前編と後編を1本に収録。 |
| 3   | ファミコン探偵倶楽部PartII うしろに立つ少女                                             | 2008年4月30日  | Wii                    | 任天堂        | 任天堂 | ダウンロード （バーチャルコンソール）         | -              | -                               | スーパーファミコン版の移植                        |
| 4   | ファミコン探偵倶楽部PartII うしろに立つ少女                                             | 2009年12月22日 | Wii                    | 任天堂 トーセ | 任天堂 | ダウンロード （バーチャルコンソール）         | -              | -                               | ディスクシステム版の移植。前編と後編を1本に収録。 |
| 5   | ファミコン探偵倶楽部PartII うしろに立つ少女                                             | 2013年5月1日   | ニンテンドー3DS        | 任天堂 トーセ | 任天堂 | ダウンロード （バーチャルコンソール）         | -              | -                               | ディスクシステム版の移植。前編と後編を1本に収録。 |
| 6   | ファミコン探偵倶楽部PartII うしろに立つ少女                                             | 2013年7月31日  | Wii U                  | 任天堂        | 任天堂 | ダウンロード （バーチャルコンソール）         | -              | -                               | スーパーファミコン版の移植                        |
| 7   | ファミコン探偵倶楽部PartII うしろに立つ少女                                             | 2017年8月23日  | Newニンテンドー3DS     | 任天堂        | 任天堂 | ダウンロード （バーチャルコンソール）         | -              | -                               | スーパーファミコン版の移植                        |
| 8   | ファミコン探偵倶楽部 うしろに立つ少女                                                   | 2021年5月14日  | Nintendo Switch        | 任天堂 MAGES. | 任天堂 | ゲームカード ダウンロード                     | HAC-R-AW3CA    | 20,949本（COLLECTOR'S EDITION） | リメイク版                                        |

スーパーファミコン版
- ニンテンドウパワー向けのリメイク作。書き換えに必要なFブロック数は6 (24Mbit)。ハードに合わせ、グラフィック、キャラクターデザイン、音楽が強化され、システム面も補強が施された。
- セーブデータの全くない状態で電源を入れると、ディスクシステムの起動画面をFCそのままのドット絵とBGMで再現した画面が表示される。ディスク挿入時の効果音やドライブの駆動音が再現されており、黒バックに英文（ディスクシステムとは文章が異なる）が表示された後、本作FC版のタイトル画面と音楽のイントロが流れ、本来のタイトル画面に切り替わっていく。
- グラフィック面では登場キャラクターの表情の変化がより細かくなり、立ち絵のパターンが増加した他、オリジナル版ではテキスト描写のみだったモブキャラにも全員分、立ち絵が追加された。また一部シーンでのアニメーションやカメラの移動などの視覚面での演出がより強化されている。音楽はファミコン版の全曲がスーパーファミコン音源でアレンジされ、新規曲も追加されている。
- 機能面ではメッセージスピードの高速化とメッセージ送りの実装、セーブデータ枠の増加、ゲーム再開時のあらすじ閲覧機能、新たに追加された選択肢の色分け表示など、システム面においてもさらなる改善が図られている。
- シナリオそのものは原作から変更はないが、一部、発売当時の時事ネタや流行に合わせてテキストの細部に変更が加えられている箇所がある。また、後編の序盤で存在した擬似3Dマップでの捜索シーンが削除され、テキスト描写に差し替えられている。
- オリジナル版にて特定の行動を選択し続けることで発生する偽のゲームオーバーが実際に発生するシーンや、序盤でモブとして登場する人物が中盤以降で再登場したり、オリジナル版での登場人物とのやり取りにちょっとした変化が生じる要素があったりと、普通にプレイしているだけではわかり難いお遊び的な要素も増えている。
- クリア後のおまけ要素として、プレイヤーの行動の傾向からプレイヤーの性格を診断する「性格診断」と、あゆみとプレイヤーの相性をチェックする「あゆみちゃんとのラブラブチェック」が追加されている。「性格診断」は、シーン全般における行動や、特定のシーンにおける行動によって最終的な診断結果がくだされる。「ラブラブチェック」はゲーム中で取った行動によってあゆみに設定された主人公への好感度が変化し、ゲーム終了後に好感度の高さに応じたキャラクター1人が表れて主人公に対してコメントをくれるというもの。好感度は最大数20個のハートで表され、一定数以上の個数を集めるとあゆみからのメッセージになる。

ゲームボーイアドバンス版
喫煙シーンの影響から、CEROレーティングで15歳以上対象とされ、任天堂発売のタイトルで初のCEROレーティングによる対象年齢付きソフトとなった。
バーチャルコンソール版
- スーパーファミコン版ではクラシックコントローラーかゲームキューブコントローラがないとプレイできない。
- ディスクシステム版では前編をクリアすると後編がプレイできるようになって、以降からは前編と後編のどちらかでプレイできるようになる。

Nintendo Switch版
- スーパーファミコン版をベースとしており、声優陣によるフルボイス仕様となった他、テキストや一部イベントスチルの構図、クリア後のおまけ要素など大部分を踏襲している。一部人物の差し替えも行われている。
- 機能面では既読スキップや強制スキップ機能の追加のほか、BGMや音声をファミコン版・スーパーファミコン版へ変更する事が可能。
- 一度クリアすると収録BGMの再生機能が解禁され、タイトル画面にて選択が出来る。

## 開発
本作の開発に関して、原作者である坂本賀勇は「『消えた後継者』は時代錯誤っぽいイメージで、物語性はともかく、世界観の魅力がないなと。もっと華やかなものにしたいなということで、自分の好きなパターンのホラーにもっていったんですね」と語っている。
また、好きな映画としてイタリアの監督ダリオ・アルジェントのホラー映画『サスペリアPART2』（1975年）を挙げており、「『うしろに立つ少女』は、あの映画に刺激されて作ったようなものです。あの監督（ダリオ・アルジェント）さんは、音楽や映像のつなぎ方が巧い。自分がやってみたいなと思ったことが、そこにあったんです。小説だと無理でも、ファミコンというメディアならそれができる」として、本作が『サスペリア』（1977年）、『サスペリアPART2』へのオマージュであると語っている。
さらに音楽に関しては「たとえば『寂しい場所のイメージ』は、言葉でとうとうと語るより、音楽によって「ジメッとしている」「ヒンヤリしている」といった雰囲気までをも伝えたほうが効果的ですから。いいタイミングで効果的な音が鳴る、ということには、強いこだわりを持っているつもりです」と語っている。

### スタッフ
ディスクシステム版
- 原作 - 坂本賀勇
- 演出 - 大澤徹
- 美術 - 田中哲次
- 技術監督 - わかながよしひと
- 技術 - たかいえかんじ、なかむらゆずる、きたやままさし、あらいもとお
- 音楽 - 山本健誌
- 脚本 - あさまなぎひろ（長井正広）[注 7]
- 進行 - はちすかけい
- アシスタント - やまなかまさる、杉野憲一、吉冨亮二、寺崎啓祐
- 協力 - 加納誠、おかだまさる、坂下雅史
- 監督 - 岡田智
- 製作 - 横井軍平
- 企画 - チームシカマル

スーパーファミコン版
- 作画、美術 - 山根知美
- 美術 - 橘英児、城山功、原子芳紀、生岸康高
- 作画協力 - 佐藤範之
- 音楽、音響効果 - 山本健誌
- ロジックエディター - 平野勲
- プログラマー - 広尾敏文、櫻木啓二
- 制作進行 - 下河康、真田雅之
- プロデュース - 出石武宏、川口孝司
- 原作、脚本、監督 - 坂本賀勇
- 企画 - チームシカマル (R&D 1)

## 評価
ファミリーコンピュータ版
- ゲーム雑誌『ファミコン通信』の「クロスレビュー」では、7・7・7・7の合計28点（満40点）となっており[15][16]、レビュアーからは「主人公がなぜ探偵の卵として活躍できるようになったのか、そのいきさつに少し無理があるように思います」とストーリー設定上の問題点を指摘する声や、「メッセージスピードに段階がほしかった」などコンフィグレーション上の不満点の声が挙がったが、「ストーリーはおもしろい」と肯定的に評価された[15]。

- ゲーム誌『ファミリーコンピュータMagazine』の読者投票による「ゲーム通信簿」での評価は以下の通り20.90点（満25点）となっている[12]。また、同雑誌1991年5月24日号特別付録の「ファミコンディスクカード オールカタログ」では、本作を「本格的ホラーの第2弾」と位置付けており、前作よりも恐怖の度合いが増したとした上で「プレイする価値あり」と称賛した[12]。その他、同雑誌1991年5月24日号特別付録の「ファミコンディスクカード オールカタログ」巻末に収録されている「ディスクカード部門別BEST5」では、音楽4位、熱中度3位、総合評価4位を獲得している[14]。

| 項目 | キャラクタ | 音楽 | お買得度 | 操作性 | 熱中度 | オリジナリティ | 総合  |
| 得点 | 4.25       | 4.31 | -        | 4.05   | 4.40   | 3.89           | 20.90 |

- ゲーム誌『ユーゲー』においてライターの卯月鮎は、「前作とはやや雰囲気は違うとはいえ、ホラーテイストは健在」と指摘し、学校という誰もが馴染みのある舞台背景によって「その怖さはひしひしと迫ってくる」と肯定的に評価した[13]。また発売当時は前編と後編の発売時期が1ヶ月空いていた事により「とにかく続きが待ち遠しかった」と述べた他、ラストの展開に衝撃を受けたと称賛した[13]。

- 2017年6月22日号「週刊ファミ通 ゲームジャンル別総選挙 第5回 アドベンチャーゲーム総選挙」では18位にランクインした[17]。

スーパーファミコン版
ニンテンドウオンラインマガジンでは、ニンテンドーパワーの全国累計書き換え件数ベストテンにおいて7位を記録している。

## 関連商品
- TOY MUSIC2 FIRE EMBLEM（東芝EMI）
  - 1991年6月26日発売TOTT-5711
  - 題名に『FIRE EMBLEM』と表しているが、この作品と『ふぁみこんむかし話 遊遊記』との合同CDである。

- 任天堂 サウンドヒストリーシリーズ「ディスクシステム レアセレクション」
  - 2005年4月6日発売
  - ディスクで発売された任天堂制作のADVゲームの内、初音源化となる4作品のサウンドトラック。
  - 『ファミコン探偵倶楽部』シリーズ、『ふぁみこんむかし話 遊遊記』『タイムツイスト』の音源が全収録されており、Disc1に1作目及び2作目のBGMが収録されている。